# Mallory Franklin
Mallory Shannon Franklin (* 19. Juni 1994 in Windsor) ist eine britische Kanutin.

## Karriere
Mallory Franklin wurde in Windsor als zweites von drei Kindern geboren. Ihre Eltern waren als Datenanalysten bei British Airways beschäftigt und verbrachten aus beruflichen Gründen viel Zeit mit der Familie in den Vereinigten Staaten. Franklin begann im Alter von fünf Jahren mit dem Kanu-Sport. Sie lernte das Paddeln beim Windsor & District Canoe Club auf der Themse. Ab dem Jahr 2010, als der Einer-Canadier Bestandteil des Wettkampfprogramms der International Canoe Federation (ICF) wurde, nahm sie auch an Wettkämpfen in dieser Disziplin teil.
Nach ersten Erfolgen im Junioren-Bereich im Jahr 2010 konnte sie sich relativ schnell auch bei den Wettbewerben der Senioren auszeichnen. 2012 holte sie in Augsburg die Silbermedaille bei den Kanuslalom-Europameisterschaften im Canadier-Einer. Ein Jahr später in Prag bei den Weltmeisterschaften 2013 konnte sie diesen Erfolg in derselben Klasse wiederholen. Hier wurde sie von Jessica Fox besiegt. Dies sollte in den folgenden Jahren noch einige Male passieren, Fox dominierte den Sport. Franklin allerdings feierte 2017 bei den Weltmeisterschaften in Pau den Gewinn der Goldmedaille und war auch in den Team-Wettbewerben sowohl im Canadier als auch im Kajak diverse Male siegreich. Ähnliches zeigte sich bei Europameisterschaften: Auch hier überwiegen die Titel im Team die Einzel-Siege der Britin. Trotz der Dominanz von Fox im Gesamt-Weltcup konnte Franklin diesen 2016 für sich entscheiden. Sie blieb dabei bei allen fünf Wettbewerben in den Top 5 und siegte am Ende knapp vor ihrer Landsfrau Kimberley Woods.
Bei den 2021 ausgetragenen Olympischen Sommerspielen in Tokio wurde der Slalom-Canadier-Einer der Damen erstmals in das Programm aufgenommen. Franklin konnte hier die Silbermedaille für ihr Land erringen, geschlagen nur von der Favoritin Fox, aber vor der amtierenden Weltmeisterin Andrea Herzog.
Franklin trainiert im Kanuslalom-Park Lee Valley White Water Centre. Sie lebt zusammen mit ihrem Partner in Hertfordshire und hat an der University of Bedfordshire einen Abschluss in Sporttherapie erlangt.
Sie gilt als erfolgreichste britische Slalom-Kanutin.